# 和魂洋才
和魂洋才（わこんようさい）とは、日本古来の精神を大切にしつつ、西洋からの優れた学問・知識・技術などを摂取・活用し、両者を調和・発展させていくという意味の言葉である。古くから使われていた「和魂漢才」をもとに作られた用語。
中国では「中体西用」、朝鮮では「東道西器」というスローガンが用いられ、いずれも欧米の科学技術の取り入れという発想で共通している。
千葉県市川市にある和洋女子大学の建学の精神である。